# Tapisciaceae
Classification APG III (2009)
Famille
Les Tapisciacées sont une famille de plantes dicotylédones contenant deux genres.
Ce sont des petits arbres à feuilles alternes, stipulées, originaires des régions subtropicales et tropicales des Antilles et d’Amérique du Sud (Huertea), et de Chine (Tapiscia).

## Étymologie
Le nom vient du genre type Tapiscia, une anagramme de Pistacia (Anacardiaceae), genre avec lequel le botaniste britannique Daniel Oliver trouva quelques similitudes,.

## Classification
En classification classique de Cronquist (1981), cette famille n'existe pas.
En classification phylogénétique APG II (2003) la famille est placé dans les Malvidées (Eurosidées II).
Le Angiosperm Phylogeny Website [18 Avr 2007] place cette famille dans l'ordre Huerteales, choix qui a été confirmée par la classification phylogénétique APG III (2009).

## Liste des genres
Selon NCBI (15 juin 2010) :
- genre Tapiscia (en) Oliver

(NCBI (15 juin 2010) place Huertea dans Crossosomatales → Staphyleaceae)

Selon Angiosperm Phylogeny Website (15 juin 2010), GRIN (15 juin 2010) et DELTA Angio (15 juin 2010) :
- genre Huertea Ruíz & Pavón
- genre Tapiscia Oliver

## Liste des espèces
Selon NCBI (15 juin 2010) :
- genreTapiscia
  - Tapiscia sinensis

Selon GRIN (15 juin 2010) :
- genre Huertea Ruiz & Pav.
  - Huertea cubensis Griseb.
- genre Tapiscia Oliv.
  - Tapiscia sinensis Oliv.